# Kpédékpo
Kpédékpo è un arrondissement del Benin situato nella città di Zangnanado (dipartimento di Zou) con 6.728 abitanti (dato 2006).